# Kingdom Hearts: Chain of Memories
Kingdom Hearts: Chain of Memories (キングダムハーツ チェインオブメモリーズ?, Kingudamu Hātsu: Chein obu Memorīzu) è un action RPG sviluppato dalla Jupiter e pubblicato da Square Enix nel 2004 per Game Boy Advance. Il gioco funge da intermediario tra i due videogiochi per PlayStation 2 della serie Kingdom Hearts. Fu uno dei primi giochi per GBA a incorporare il full motion video (FMV). Il gioco venne rifatto per PlayStation 2 con il titolo Kingdom Hearts Re:Chain of Memories, pubblicato in Giappone insieme a Kingdom Hearts II Final Mix nel marzo 2007. Il remake fu pubblicato in Nord America il 2 dicembre 2008.
Kingdom Hearts: Chain of Memories è il secondo gioco della serie Kingdom Hearts. Si tratta di un sequel diretto di Kingdom Hearts, e il suo finale si colloca circa un anno prima di Kingdom Hearts II. La storia si concentra sul protagonista del primo gioco, Sora, mentre esplora un castello misterioso alla ricerca dei suoi amici. Mentre lui sale nel castello, il suo amico e rivale, Riku, esplora i piani interrati e combatte la sua oscurità interiore. Il gioco introduce nuovi personaggi e trame che espandono ulteriormente l'universo di Kingdom Hearts e impostano la premessa per Kingdom Hearts II.
Anche se non ebbe un successo pari a quello degli altri giochi di Kingdom Hearts, esso ricevette recensioni positive e vendette bene. Fu elogiato per la presentazione, la storia, l'ottima grafica per un gioco per GBA e le scene in FMV. Il gioco presenta un nuovo sistema di combattimento basato sulle carte, distanziandosi dal suo predecessore. Quando fu pubblicato in Giappone vendette 104 000 unità in 48 ore.

## Trama
Continuando da dove finisce il gioco precedente, Sora e i suoi amici Paperino, Pippo e il Grillo Parlante stanno camminando lungo un sentiero tortuoso continuando ad inseguire Pluto. Giunta la notte, appare un uomo misterioso vestito con un soprabito nero ed il volto celato che dirige Sora verso una massiccia fortezza chiamata Castello dell'Oblio. Una volta entrati, i tre rincontrano la misteriosa figura, che spiega che essi hanno dimenticato tutte le loro abilità entrando nel Castello. Procede quindi a creare un mazzo di carte sulla base dei ricordi di Sora e dei suoi amici dicendo loro che tutto ciò che troveranno nell'edificio sarà basato sui loro ricordi. I tre scopriranno poco dopo anche che le pagine del Grillario sono diventate in bianco.
(Marluxia, accogliendo Sora, Paperino e Pippo.)
Sora sale nel Castello, affrontando lungo la via i membri di un misterioso gruppo che controlla il luogo chiamato "l'Organizzazione". Mentre Sora inizia a perdere i suoi ricordi, sembra gradualmente ricordare una ragazza di nome Naminé come una vecchia amica e viene a sapere da parte del membro dell'Organizzazione, Larxene, che è tenuta prigioniera nel Castello. Si imbatte poi in una replica di Riku, creata e controllata da un altro membro dell'Organizzazione, Vexen: la replica crede di essere il vero Riku, così come Sora lo ritiene tale, e si ritrova costretto ad affrontarlo per tre volte. Durante la scalata nel castello, la situazione diventa ben presto strana e confusionaria quando alcune contraddizioni iniziano a venire a galla, come il comportamento di "Riku" ed il fatto che la replica abbia lo stesso portafortuna che Sora ricorda di aver ricevuto da Naminé (che in realtà è quello di Kairi, trasformato agli occhi di Sora dai poteri della stessa Naminé). Sora incontra anche Axel, sicario e doppiogiochista dell'Organizzazione, che in seguito elimina Vexen (che stava cercando di sovvertire i piani di Marluxia), davanti agli occhi di Sora nella città di Crepuscopoli, situata "dall'altro lato del cuore del ragazzo", e poco dopo libera Naminé permettendo loro di incontrarsi. Paperino e Pippo, preoccupati per il fatto che Sora stesse diventando sempre più ossessionato da Naminé, cercano di calmarlo e farlo rallentare, ma il ragazzo, credendo che volessero che abbandonasse Naminé, litiga con loro e li lascia indietro per cercare la ragazza, venendo poi rimproverato dal Grillo per le sue azioni. Dopo aver brevemente incontrato Naminé, che gli spiega che i suoi ricordi di lei sono falsi, affronta la replica di Riku per la quarta volta, ma Naminé si intromette ed inavvertitamente "rompe" la replica, che cade a terra inerte e i due sono raggiunti da Larxene, che attacca Sora. Sora è messo alle strette ma Paperino e Pippo sopraggiungono per salvare l'amico, e insieme, riescono a sconfiggere Larxene, scoprendo poi da Naminé che è stata costretta a manipolare i loro ricordi (in particolare sostituendosi al posto di Kairi) da Marluxia, il signore del Castello dell'Oblio, che ha attirato Sora lì come parte del suo piano per rovesciare il resto dell'Organizzazione assieme a Larxene.
Proprio Marluxia si mostra loro, rapendo Naminé per spronare Sora ad inseguirlo in cima al Castello in un ultimo tentativo di farlo cadere nelle sue grinfie, e Sora ovviamente lo insegue. Il signore del Castello però viene affrontato prima da Axel, che gli rivela essere stato mandato per eliminare i traditori (e quindi Marluxia stesso) dal capo dell'Organizzazione e di averlo assecondato per non destare sospetti: Sora arriva proprio nel vivo dello scontro e viene aizzato da Marluxia contro Axel, il quale tuttavia ha la peggio e fugge dallo scontro. Rimasto Marluxia, Sora lo raggiunge un'ultima volta e, dopo aver messo fuori combattimento una sua illusione, affronta quello vero e lo sconfigge liberando definitivamente Naminé, che può quindi ripristinare i ricordi di Sora e i suoi amici: la ragazza dice loro che li avrebbe fatti entrare in delle capsule per rimettere le cose a posto ma li avvisa che se accetteranno di addormentarsi, dimenticheranno gli eventi successi nel Castello. Sora accetta e promette a Naminé che si incontreranno di nuovo come veri amici una volta che lui si sarà risvegliato, convinto che le memorie del Castello rimarranno nel suo cuore nonostante non potrà ricordarsene, col Grillo che, per sicurezza, scrive sul Grillario "Ringraziare Naminé". Sora quindi si addormenta.

### Reverse/Rebirth
Dopo aver chiuso la porta con Sora e Topolino, Riku si ritrova non più nel Regno dell'Oscurità ma si risveglia nei piani interrati del Castello dell'Oblio. Risalendo l'edificio, il ragazzo affronta Ansem e l'Oscurità che ha nel cuore.
Percepita la sua presenza, Vexen combatte Riku per ottenere dati su di lui e creare una sua replica così da potersi infiltrare nel gruppo di Marluxia e contrastare i suoi piani. Ansem intanto sembra voler guidare Riku nella sua risalita, provocandolo quando risveglia in lui dei poteri oscuri, ed il ragazzo viene contattato più volte da re Topolino dandogli sostegno morale. Lungo la strada, Riku inizia a riconoscere "l'odore" dell'Oscurità e si scontra con la sua replica, in prova prima che il piano di Vexen venga attuato. Più avanti sconfigge anche Lexaeus, compagno di Vexen: durante lo scontro, Ansem riesce temporaneamente a possedere Riku, che viene salvato poco dopo dalla luce di re Topolino. Avvertito da Axel dell'imminente eliminazione di Marluxia per mano di Sora, Zexion (il secondo compagno di Vexen) tenta di eliminare Riku prendendo le sembianze di Sora e annegandolo nella Luce: Riku viene però salvato da Naminé che, nei panni di Kairi, lo aiuta a non temere la Luce ed a controllare la sua Oscurità, permettendogli di mettere alle strette Zexion, il quale fugge e viene in seguito ucciso dalla replica di Riku. Avanzando ancora, Ansem prova a ribadire ulteriormente la sua presa su Riku, che viene salvato ancora una volta da Topolino, il quale finalmente è giunto da lui fisicamente. Riku incontra finalmente DiZ, un individuo enigmatico che lo ha guidato nella sua risalita camuffato da Ansem (Riku lo riconosce asserendo che non abbia la stessa "puzza" oscura dello Studioso dell'Oscurità) e che lo manda a cercare Naminé per fagli fare una scelta. La replica di Riku, dopo aver aiutato Sora ed esser stato aizzato da Axel, raggiunge e combatte Riku per dimostrare di essere quello vero ma viene infine distrutto da lui, accettando il proprio status. Riku incontra quindi Naminé che, come per Sora, gli chiede se voglia addormentarsi e lasciare che sia lei a sigillare Ansem dentro di sé, ma dimenticando tutto: Riku però sceglie di far fronte ai suoi problemi quindi, con l'aiuto di DiZ, attira ed affronta Ansem a viso aperto.
Sconfitto finalmente lo Studioso dell'Oscurità, Riku e Topolino escono dal Castello incontrando nuovamente DiZ, il quale chiede a Riku se continuare il suo cammino scegliendo l'illuminata via per il giorno o quella buia per la notte; Riku però non sceglie nessuna delle due preferendone una più consona a lui, quella nel mezzo: la via per l'alba.

## Ambientazione
Kingdom Hearts: Chain of Memories ha luogo subito dopo la fine del primo gioco, Kingdom Hearts. Il gioco è ambientato nel Castello dell'Oblio, un castello misterioso custodito da Lord Marluxia. A Sora e compagni viene detto che il castello provoca perdite di memoria ai visitatori fin dall'entrata. La hall e le aree tra i piani sono di colore bianco con decorazioni floreali a tema, ma ogni piano può essere trasformato in un mondo diverso proveniente dal primo gioco di Kingdom Hearts con "carte mondo" create dai ricordi di Sora. Come prima, molti dei mondi sono basati su film Disney, mentre i rimanenti furono creati da Square Enix.
A differenza del gioco precedente, i mondi non sono reali ma vengono creati dai ricordi di Sora. Di conseguenza, molti degli eventi vissuti in Kingdom Hearts rivivono in questo gioco; Sora incontra versioni basate sulla sua memoria dei personaggi Disney incontrati in precedenza (fatta eccezione per il mondo della Giungla profonda basato su Tarzan). Le singole trame differiscono da quelle del gioco originale e ruotano intorno al tema della memoria. Proprio come Kingdom Hearts aveva diversi mondi creati appositamente per tale gioco, Chain of Memories introduce Crepuscopoli come un mondo creato dai ricordi dell'altro lato del cuore di Sora, oltre a mondi originali di Kingdom Hearts.

## Modalità di gioco
Kingdom Hearts: Chain of Memories è una combinazione tra un videogioco di ruolo e un gioco di carte collezionabili. Il principale aspetto da gioco di ruolo è un sistema di punti esperienza che viene utilizzato per aumentare i PV (punti vita) o i PC (punti carta) massimi del personaggio, o per imparare una nuova abilità. Le carte sono utilizzate nella progressione della storia così come in combattimento. Il gioco presenta una mappa del campo e una schermata di battaglia. La mappa del campo è una zona isometrica dove il giocatore può attraversare le stanze. I nemici abitano la mappa del campo e inseguono il giocatore per iniziare un combattimento, che può essere avviata attraverso il contatto tra il giocatore e il nemico. Una volta che il combattimento è stato avviato, il gioco passa alla schermata di battaglia, che utilizza un sistema di combattimento basato sulle carte.
Un aspetto unico di questo gioco è la "sintesi di stanze": per avanzare attraverso il gioco, il giocatore deve utilizzare le Carte Mappa che trova dopo aver vinto le battaglie per sintetizzare le stanze. Le proprietà di ogni stanza, tra cui la qualità degli oggetti e la forza dei nemici, sono determinate dalle Carte Mappa che il giocatore sceglie. Ogni carta ha un effetto specifico: le carte rosse influiscono sul numero e il tipo di nemici; le carte verdi influenzano la potenza del mazzo del giocatore; e le carte blu influenzano le proprietà della stanza stessa, come consentire l'apparizione di scrigni o di un punto di salvataggio.
Il gioco presenta tre modalità di gioco. Le prime due sono modalità storia con protagonisti Sora o Riku, e la terza è una modalità di battaglia a due giocatori. Inizialmente è disponibile solo la modalità storia di Sora; una volta completata, la modalità "Reverse/Rebirth" diventa disponibile. Reverse/Rebirth permette al giocatore di giocare una seconda modalità storia con Riku e una modalità di collegamento in cui i giocatori possono combattere tra loro tramite il Game Link Cable.

### Combattimento

Sora, controllato dal giocatore, combatte contro Cloud. Entrambi i personaggi possono muoversi liberamente nello spazio, attaccando l'avversario utilizzando le carte indicate in basso.

Il combattimento utilizza un sistema basato sulle carte eseguito in tempo reale. Il giocatore può saltare e muoversi nello schermo di battaglia come farebbe sulla mappa del campo, ma tutti gli attacchi fisici, magie, oggetti ed evocazioni sono attivati da carte da gioco, classificate con un numero da 0 a 9:; Sora può guadagnare carte come ricompense dai combattimenti e può aggiungerne nel suo mazzo fintanto rimane sotto il suo limite di Punti carta (PC), che aumentano salendo di livello: più il rango sulla carta è alto e più PC saranno richiesti per inserirla nel mazzo, con quelle di rango zero ad essere le più costose. In battaglia, alla fine del mazzo è sempre presente una speciale carta di ricarica che, attivata, ripristinerà le carte usate: usi successivi di questa carta aumenteranno il tempo necessario affinché si attivi. Le carte possono essere anche potenziate trasformandole in carte premium, riconoscibili dal numero arancione: queste le carte hanno un costo minore in PC ma possono essere ricaricate solo con delle carte oggetto. Gli alleati anche sono disponibili come carte alleato: queste carte appaiono durante gli scontri e possono essere raccolte, ma sono monouso e scompaiono una volta terminato lo scontro.
Le carte possono anche essere combinate in gruppi di tre per fare una combo, più difficili da bloccare perché il rango della combo sarà la somma di quello delle carte che la compongono, ed ottenendo un determinato valore, la combo permette l'attivazione di un "trucco" e fare un potente attacco fisico, un incantesimo avanzato o un'invocazione. Utilizzare una combinazione di carte rende la prima carta della combo inutilizzabile fino alla fine del combattimento. Le carte premium usate come seconda o terza carta della combinazione non spariranno con l'uso. Le carte possono essere usate anche per bloccare un attacco avversario, tecnica chiamata "Fermacarta": per far ciò, il valore della carta o della combinazione di carte giocate deve superare quello dell'attacco in corso dell'avversario ad eccezione delle carte di rango zero, che possono bloccare ed essere bloccate da qualsiasi carta. Fermare un attacco stordirà brevemente il personaggio a cui è stato bloccato ed eliminerà quella carta o combinazione dal suo mazzo. Delle speciali carte nemico possono essere ottenute sconfiggendo nemici e boss, e sono usate per dare al giocatore un'abilità temporanea, da maggiori capacità offensive e difensive alla modifica degli attributi di alcune carte.
Le storia di Sora e di Riku differiscono nel gameplay in diversi modi. Nella storia di Sora, il protagonista ottiene le carte sconfiggendo i nemici o attraverso i negozi dei Moguri. In alcuni casi, Sora deve ottenere una specifica carta per la prima volta attraverso un evento della trama prima che essa diventi disponibile. Sora è in grado di creare e memorizzare tre mazzi diversi nel menù di pausa. A differenza di Sora, Riku ha invece un mazzo chiuso che non può essere personalizzato, con le carte che cambiano a seconda del mondo in cui sta viaggiando. Riku è limitato principalmente agli attacchi fisici, alle carte nemico dei boss e di un paio di nemici ed a quelle alleato di Topolino e non può curarsi senza chiamarlo in aiuto. Riku però può attivare la modalità "oscura" e sbloccare i suoi trucchi se accumula abbastanza punti oscurità (PO), che aumentano ogni volta che viene colpito o vince un Fermacarta: la differenza tra la carta o combo di Riku e la carta o combo del nemico determina quanti punti oscurità si accumulano per quel Fermacarta. Tuttavia, se la soglia di punti per assumere la modalità oscura viene raggiunta con un Fermacarta che comprende anche delle carte di Topolino, questo impedirà anche di chiamarlo.

## Personaggi
Sora torna come protagonista del gioco. Anche Paperino e Pippo tornano, ma sono meno coinvolti in gameplay e storia. Come il primo gioco, Chain of Memories dispone di numerosi personaggi sia della serie Final Fantasy che dei film Disney. Essendo un sequel diretto, molti dei personaggi del primo Kingdom Hearts ricompaiono in questo gioco. Poiché ogni mondo e personaggi correlati sono ricreati dai ricordi di Sora, essi interagiscono con Sora come se non l'avessero mai incontrato prima. Chain of Memories introduce anche una manciata di nuovi personaggi. Molti di essi sono membri dell'enigmatica Organizzazione. Altri nuovi personaggi includono Naminé, una ragazzina in grado di manipolare i ricordi, e DiZ, un uomo misterioso nascosto da abiti rossi e bende. Anche Riku è presente come personaggio giocabile nella seconda modalità storia. Dopo essere stato sigillato nel regno delle tenebre alla fine di Kingdom Hearts, Riku appare nel seminterrato del Castello dell'Oblio. Nel corso della sua storia, viene aiutato da Re Topolino e DiZ.
Sei membri dell'Organizzazione servono come principali antagonisti del gioco, anche se solo quattro compaiono nella modalità storia di Sora, mentre gli altri appaiono in quella di Riku. I primi sono Marluxia, l'antagonista principale e signore del Castello dell'Oblio; Larxene, un membro femminile assistente di Marluxia; Axel, un doppiogiochista la cui lealtà è nascosta; e Vexen, un riluttante partecipante al piano di Marluxia. Zexion e Lexaeus, alleati di Vexen, appaiono solo nella modalità storia di Riku. Anche Ansem appare nella storia di Riku come entità al suo interno che cerca di ottenere il controllo su di lui. Molti dei cattivi Disney ritornano; anche se sono ricreazioni basate sulla memoria, come il resto dei personaggi Disney, hanno motivazioni diverse rispetto ai loro omologhi di Kingdom Hearts.

## Sviluppo
L'idea di un titolo di intermedio fu sviluppata dopo che il regista Tetsuya Nomura e il suo team avevano già cominciato a sviluppare idee per il secondo gioco di Kingdom Hearts, che egli aveva intenzione di ambientare un anno dopo l'originale. Nomura cambiò il titolo originario Kingdom Hearts: Lost Memories in modo che corrispondesse al profilo generale della storia, pur riflettendo il tema della memoria. Chain of Memories fu sviluppato per colmare il divario tra Kingdom Hearts e Kingdom Hearts II. Come la maggior parte dei sequel, Kingdom Hearts II era stato progettato per far partire i personaggi dall'inizio, senza abilità. Per spiegare la perdita delle abilità acquisite nel gioco precedente, Nomura fece ruotare la storia attorno al danneggiamento dei ricordi di Sora e implementò il sistema di combattimento delle carte a simboleggiare i vari ricordi di Sora.
Nomura era titubante nel pubblicare un gioco di Kingdom Hearts sul Game Boy Advance, sentendo che la grafica 3D del gioco originale non si sarebbe tradotta bene in 2D. Nomura cambiò idea dopo aver sentito che i giocatori volevano giocare a Kingdom Hearts sul GBA. Dopo aver esplorato le idee per il gameplay, sentì che un gioco di Kingdom Hearts in 2D sarebbe stato possibile, senza particolari traumi per i giocatori abituati all'originale. Nel frattempo, Nomura volle dare al gioco un "tono più leggero" rispetto ai giochi per PlayStation 2.
Chain of Memories fu annunciato insieme a Kingdom Hearts II al Tokyo Game Show del settembre 2003. I dettagli iniziali includevano il passaggio alla grafica 2D, l'uso delle carte per eseguire attacchi e l'utilizzo di filmati compressi. Le animazioni per i filmati furono rese utilizzando il motore grafico dell'iterazione della PlayStation 2 e poi codificate per il Game Boy Advance utilizzando una tecnologia sviluppata dalla società giapponese AM3. Per aiutare a commercializzare il gioco, Disney e Square Enix lanciarono dei siti giapponesi ufficiali. Una demo giocabile fu messa a disposizione del pubblico presso la Jump Festa 2003 in Giappone; questa demo e le successive evidenziavano il sistema di combattimento basato su carte. A parte le informazioni raccolte dalle sequenze di apertura, la maggior parte dei dettagli riguardanti la storia furono tenuti segreti fino alla pubblicazione.
Il gameplay a base di carte di Chain of Memories sarebbe poi servito ad ispirare quello del gioco successivo della Jupiter, The World Ends with You; in origine, il team immaginò un simile sistema basato sul gioco di carte posto sullo schermo inferiore del Nintendo DS, ma alla fine questo si trasformò in un sistema di combattimento che si svolge su entrambi gli schermi, con un gioco di carte controllato sullo schermo superiore.

### Audio
Gran parte della musica dell'originale Kingdom Hearts è presente in Chain of Memories; la canzone principale per la versione giapponese è "Hikari" (光?), mentre la versione inglese di "Hikari", "Simple and Clean", viene utilizzata nelle versioni occidentali. Brani aggiuntivi e rielaborati furono creati per la sua riedizione per PlayStation 2, Kingdom Hearts Re:Chain of Memories. Dal momento che la musica viene riutilizzata dall'originale, una colonna sonora di Chain of Memories non è mai stata pubblicata. Le nuove tracce rielaborate, tuttavia, sono incluse in due CD della Kingdom Hearts Original Soundtrack Complete.
A causa delle limitazioni tecnologiche delle dimensioni della cartuccia per Game Boy Advance, il doppiaggio fu ridotto al minimo. Anche se molti personaggi di Kingdom Hearts furono doppiati dal cast originale, la versione giapponese utilizzò i seguenti doppiatori: Keiji Fujiwara per Axel, Tatsuya Kando per Vexen, Marluxia e Lexaeus e Rieko Katayama per Larxene. Una quantità limitata di doppiaggio fu aggiunta solo per le sequenze di battaglia. Clip vocali del primo Kingdom Hearts furono inserite in Chain of Memories. La versione inglese è priva di dialoghi; le voci durante le battaglie dell'Organizzazione vengono sostituite con semplici grugniti, risate ed altre grida di battaglia.

## Accoglienza
Benché il meno riuscito nella serie commercialmente, Chain of Memories ricevette recensioni generalmente positive e fu un successo commerciale. In Giappone vendette 104.000 unità in 48 ore, un record per un titolo per Game Boy Advance all'epoca. Le sue vendite di debutto positive lo collocarono in cima alle classifiche di vendita in Giappone. Nel primo mese della sua uscita in Nord America, si classificò primo nella ChartSpot di GameSpot per i sistemi portatili e 6º per tutte le console. Nel febbraio del 2005 aveva venduto oltre un milione di copie in Giappone e Nord America. Le vendite mondiali del gioco raggiunsero 1,50 milioni di copie entro la fine del 2006. Nell'agosto del 2009, Chain of Memories aveva venduto oltre 1.550.000 copie in tutto il mondo, con 200.000 unità nelle regioni PAL, 410.000 in Giappone e 940.000 in Nord America.

### Critica
Il gioco ricevette valutazioni positive da parte della critica, ma il sistema di combattimento basato sulle carte ricevette recensioni contrastanti. GameSpot lo definì "poco maneggevole", mentre GameSpy lo definì "coinvolgente" e GameWatch "originale". Alcune recensioni affermarono anche che il sistema di combattimento di carte era scomodo e rendeva difficile pianificare strategie. G4TV commentò che il gameplay era molto adatto per il gioco portatile e che combinava con successo battaglie di carte e dungeon casuali, due elementi "tanto diffamati negli RPG". Alcuni critici trovarono la sintesi delle stanze troppo lineare. L'elogio più frequente andò verso la storia. IGN la definì una "trama avvincente che in realtà cambia dopo che l'avventura volge al termine" e valutò la presentazione con un 10 su 10.
La qualità della grafica fu ben accolta, in particolare per i filmati. IGN li citò come "sequenze in FMV meravigliosamente prodotte". GameSpot dichiarò che essi erano fedeli allo stile artistico dell'originale ed erano alla pari con i Game Boy Advance Video. Commentarono anche i dettagliati e ben animati intermezzi del gioco. GameWatch descrisse le scene degli eventi come "di alta qualità". Molti critici affermarono che anche se la grafica non era buone come quella del predecessore, essa era ottima per un gioco per GBA. G4TV si complimentò con la grafica affermando che Chain of Memories era "uno dei giochi per GBA più belli da vedere".

## Versioni e merchandise
Come per il suo predecessore, una grande quantità di merchandise fu prodotta per aiutare a commercializzare il gioco. Square Enix distribuì due prodotti in concomitanza con l'uscita del videogioco. Il primo era un set che conteneva il gioco insieme a un'edizione limitata del Game Boy Advance SP con il logo di Kingdom Hearts, chiamata "Kingdom Deep Silver Edition"; in Giappone il set includeva anche una tracolla. Il secondo era un gioco di carte collezionabili di Kingdom Hearts prodotto dalla Tomy. Il gioco includeva mazzi base, tappetini da gioco e buste di ampliamento. La Fantasy Flight Games successivamente acquisì i diritti per commercializzarlo nei paesi anglofoni. Nel 2007 un remake per PlayStation 2, intitolato Kingdom Hearts Re:Chain of Memories, fu pubblicato insieme a Kingdom Hearts II Final Mix nel cofanetto Kingdom Hearts II Final Mix+. Una serie manga fu pubblicata nel Monthly Shōnen Gangan in Giappone, venendo poi esportata nel resto del mondo. Essa è accompagnata da tre romanzi, due ambientati durante la storia di Sora e il terzo durante quella di Riku. Come con i giochi di Final Fantasy e il primo gioco di Kingdom Hearts, la Square pubblicò un libro di Ultimania su Kingdom Hearts: Chain of Memories dopo l'uscita del gioco. In Nord America la BradyGames pubblicò una guida strategica con un walkthrough completo.

### Kingdom Hearts Re:Chain of Memories
Kingdom Hearts: Chain of Memories fu rifatto per la PlayStation 2, col titolo Kingdom Hearts Re:Chain of Memories. Fu sviluppato dalla quinta divisione di sviluppo prodotti della Square Enix, con sede a Osaka, e pubblicato come secondo disco della raccolta Kingdom Hearts II Final Mix+ in Giappone il 29 marzo 2007 e come titolo autonomo in Nord America il 2 dicembre 2008. Non è stato pubblicato in Europa o in Australia per la PlayStation 2, ma è stato distribuito in tutto il mondo come parte di Kingdom Hearts HD 1.5 ReMIX. Il remake comprende battaglie in 3D poligonale e mondi con la stessa grafica di Kingdom Hearts, così come il doppiaggio e una colonna sonora migliorata. Mentre gli aspetti del sistema di battaglia basato sulle carte e la sintesi delle stanze rimasero per lo più gli stessi, ci furono delle aggiunte, come ad esempio il comando di reazione di Kingdom Hearts II. Le scene doppiate si verificano solo nel Castello dell'Oblio e nelle simulazioni dell'Isole del destino e di Crepuscopoli. Il remake include anche nuove scene e battaglie che non c'erano nel gioco originale. IGN l'ha classificato come il 92º miglior gioco per PlayStation 2. Lo staff ritenne che spiccava tra gli altri giochi di ruolo basati su carte.

### Manga

Copertina del primo volume dell'edizione italiana

Come il primo Kingdom Hearts, Chain of Memories fu adattato in un manga di Shiro Amano, seguendo la stessa trama del videogioco. Fu serializzato nel Monthly Shōnen Gangan della Square in Giappone, quindi pubblicato in due volumi in Giappone e poi negli Stati Uniti per Tokyopop. Il primo volume fu pubblicato in Giappone il 22 ottobre 2005 e il secondo il 22 aprile 2006. Fu pubblicato in inglese il 10 ottobre del 2006, seguito dal secondo volume il 6 febbraio 2007. In Italia fu pubblicato da Disney Manga dal 10 ottobre al 10 novembre 2008.
La serie manga ebbe un moderato successo. Il primo volume fu classificato 112º sulla "Top 150 best sellers" di USA Today durante la settimana della sua uscita. IGN elogiò le interpretazioni di Amano dei personaggi e l'umorismo aggiunto nelle scene. Affermò anche che gli elementi deboli del gioco diminuivano la qualità complessiva del manga. Il manga fu seguito da una terza serie, Kingdom Hearts II. Il manga di Chain of Memories fu ripubblicato in un cofanetto negli Stati Uniti il 9 ottobre 2007.

### HD 1.5 ReMIX
Nel settembre 2012 Square Enix ha annunciato Kingdom Hearts HD 1.5 Remix, una compilation per la PlayStation 3 che include sia Kingdom Hearts Final Mix che Re:Chain of Memories in alta definizione con supporto trofei. Inoltre, la raccolta include filmati in HD da Kingdom Hearts 358/2 Days. È stato pubblicato in Giappone il 14 marzo 2013, in Nord America il 10 settembre. La pubblicazione in Australia il 12 settembre e in Europa il 13 hanno reso disponibile Re:Chain of Memories in tali territori per la prima volta.